# Dryopteris parachinensis
Dryopteris parachinensis là một loài thực vật có mạch trong họ Dryopteridaceae. Loài này được Ching & F.Z. Li miêu tả khoa học đầu tiên năm 1985.